# Паньково (Вожегодский район)
Паньково — деревня в Вожегодском районе Вологодской области.
Входит в состав Бекетовского сельского поселения (с 1 января 2006 года по 9 апреля 2009 года входила в Липино-Каликинское сельское поселение), с точки зрения административно-территориального деления — в Липино-Каликинский сельсовет.
Расстояние до районного центра Вожеги по автодороге — 66 км, до центра муниципального образования Бекетовской по прямой — 11 км. Ближайшие населённые пункты — Еленская, Ракишево, Митрофаново, Сырнево, Вражная, Конечная.
По переписи 2002 года население — 3 человека.